# Viana kommun, Angola
Município Viana är en kommun i Angola.   Den ligger i provinsen Luanda, i den nordvästra delen av landet, 25 km sydost om huvudstaden Luanda.
Omgivningarna runt Município Viana är huvudsakligen savann. Runt Município Viana är det tätbefolkat, med 849 invånare per kvadratkilometer.